# Kyūketsuki no shōzō
Kyūketsuki no shōzō (jap. 吸血鬼の肖像 Kyūketsuki no shōzō; dosł. „Portret wampira”) – manga napisana i zilustrowana przez Hirokiego Kusumoto. W Ameryce Północnej manga została licencjonowana przez wydawnictwo Digital Manga Publishing i wydana przez jej imprint Juné.

## Fabuła
Pewnego dnia Lou, młody malarz, dostaje dziwną prośbę: "Pomóż mi namalować moją prawdziwą twarz". Zostaje zaproszony do warsztatu swojego patrona, kompozytora Seina, który może wykorzystać jako swoje studio. Mieszkając razem z Seinem, Lou wkrótce dowiaduje się, że jego patron jest wampirem. Po bliższym zapoznaniu się z tajemniczym mężczyzną, Lou zaczyna mieć nadzieję, że Sein będzie pił tylko jego krew.

## Manga
| Tom | Data wydania (w Japonii) | ISBN                   |
| --- | ------------------------ | ---------------------- |
| 1.  | 12 marca 2007            | ISBN 978-4-7755-0925-8 |
| 2.  | 12 stycznia 2008         | ISBN 978-4-7755-1124-4 |